# 索萊爾山
47°09′55″N 6°59′20″E / 47.1653°N 6.988902°E

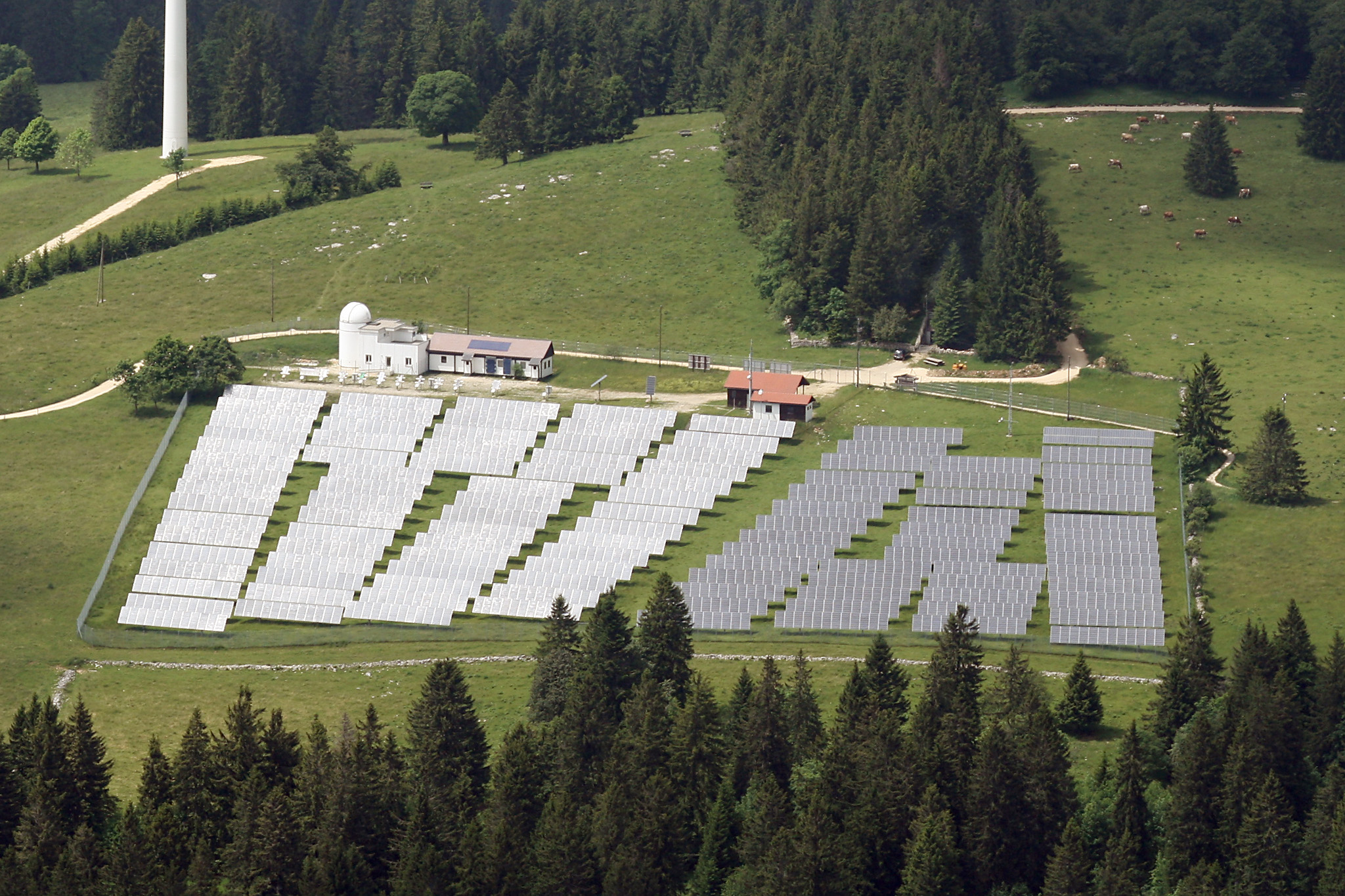

索萊爾山（Mont Soleil），是瑞士的山峰，位於該國中部，由伯恩州負責管轄，屬於汝拉山的一部分，距離沙塞拉爾山4.4公里，海拔高度1,291米，每年平均降雨量1,618毫米。